# Л’Анс (индейская резервация)
Л’Анс (англ. L'Anse Indian Reservation), также Кивено-Бей (англ. Keweenaw Bay Indian Community) — индейская резервация народа оджибве, расположенная в северо-западной части штата Мичиган, США. 

## История
Первое европейское поселение возникло в этом районе вокруг французского торгового поста, основанного в колониальные времена на месте деревни оджибве на берегу залива Кивено. Оно продолжало развиваться после того, как британцы взяли под контроль Новую Францию после победы в Семилетней войне. По окончании Англо-американской войны была урегулирована граница Соединённых Штатов с Британской Канадой, и эта территория стала частью Территории Мичиган. В 1815 году оджибве уступили большую часть своих земель в Мичигане.
Позднее индейцы потеряли ещё часть своей территории в основном из-за спекуляций и мошенничества евроамериканских торговцев. Договор 1842 года, по которому оджибве уступили земли американскому правительству, был одним из крупнейших соглашений об уступке земель, когда-либо заключенных между федеральным правительством США и индейскими племенами. Согласно этому договору коренные народы сохраняли свои права на рыбную ловлю, охоту и собирательство на этих уступленных землях. Договор 1854 года завершил потерю земель индейцев к югу от озера Верхнее. В соответствии с договором также были созданы индейские резервации для различных групп и племён, включая резервацию Л’Анс.

## География
Резервация расположена в основном на двух несмежных участках по обе стороны от залива Кивено в округе Бэрага на Верхнем полуострове Мичигана. Самый большой участок находится на восточной стороне залива Кивено, а меньший — на западной стороне залива. Небольшая часть резервации (43,07 акра) располагается на северо-востоке округа Маркетт. Общая площадь Л’Анс, включая трастовые земли (0,363 км²),  составляет 285,053 км², из них 238,228 км² приходится на сушу и 46,825 км² — на воду. Административным центром резервации является деревня Бэрага.

## Демография
По данным федеральной переписи населения 2010 года, в резервации проживало 3 703 человека. Согласно федеральной переписи населения 2020 года в резервации проживало 3 396 человек, насчитывалось 1 546 домохозяйств и 1 844 жилых дома. Средний возраст, проживающих в Л’Анс, составлял 43,4 года. Доход среднего домохозяйства в индейской резервации составлял 50 192 доллара США. Около 13,1 % всего населения находились за чертой бедности, в том числе 14,1 % тех, кому ещё не исполнилось 18 лет, и 13,1 % старше 65 лет.
Расовый состав распределился следующим образом: белые — 1 991 чел., афроамериканцы — 5 чел., коренные американцы (индейцы США) — 995 чел., азиаты — 0 чел., океанийцы — 1 чел., представители других рас — 21 чел., представители двух или более рас — 384 человека; испаноязычные или латиноамериканцы любой расы составили 39 человек. Плотность населения составляла 11,9 чел./км².

## Комментарии
1. ↑  В состав резервации входит часть населённого пункта.